# Josef Vrana
Josef Vrana (ur. 17 października 1905 w Stříbrnicach, zm. 30 listopada 1987 w Ołomuńcu) – czeski duchowny katolicki, administrator apostolski archidiecezji ołomunieckiej w latach 1973–1987.
Biskup Josef Vrana był lojalnym współpracownikiem reżimu komunistycznego w Czechosłowacji. W latach 1971–1973 pełnił funkcję przewodniczącego  Stowarzyszenia Duchowieństwa Katolickiego Pacem in Terris w Czechach. 
W 1973 pod naciskiem władz Czechosłowackiej Republiki Socjalistycznej, które nie zgadzały się na nominację Františka Vaňáka, papież Paweł VI powierzył mu zarząd archidiecezji ołomunieckiej. Aby nie dać mu możliwości pełni władzy mianował go jednak administratorem apostolskim, a nie arcybiskupem ordynariuszem.